# NGC 4609
Az NGC 4609 (más néven Caldwell 98) egy nyílthalmaz a Crux (Dél Keresztje) csillagképben.

## Felfedezése
A nyílthalmazt James Dunlop fedezte fel 1826. május 12-én.